# Муфти-Джами
Муфти́-Джами́ (укр. Муфті Джамі́, крымскотат. Müfti Cami, Муфти Джами) — соборная пятничная мечеть в Феодосии (Крым). Единственное сохранившееся историческое мусульманское культовое сооружение города и окрестностей.
С конца XVIII до начала XX века была армянской католической церковью Успения.

## История

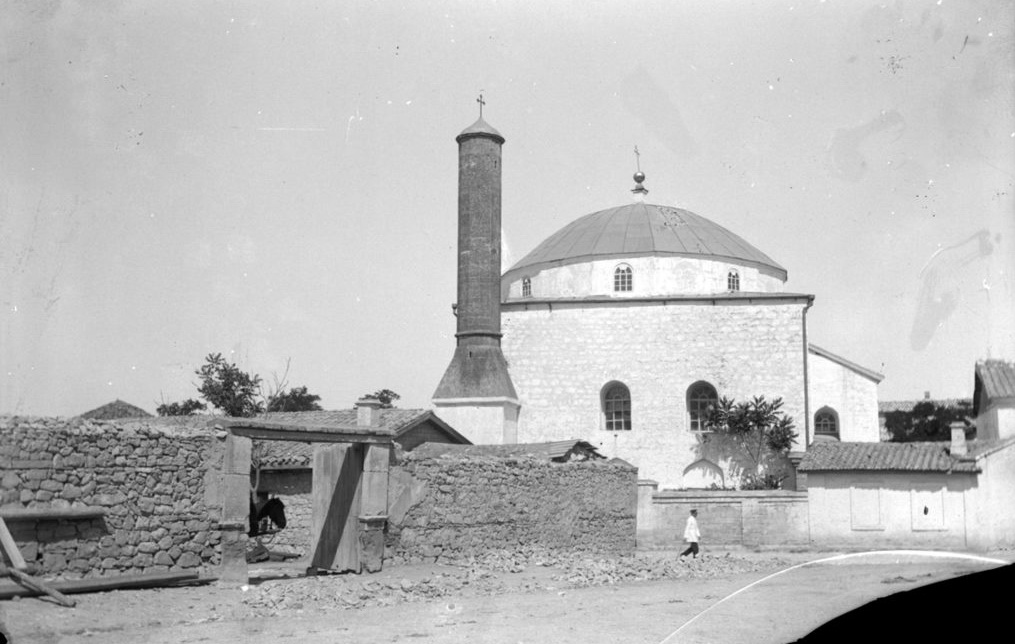
Мечеть Муфти-Джами в бытность христианским храмом, фото 1897 года

Строительство здания велось с 1623 года по 1630 год феодосийскими турками по образцу средневековых стамбульских мечетей. Перед зданием находилось тюрбе, не сохранившее
до нашего времени. После присоединения Крыма к Российской империи здание было передано армянам-католикам.
В 1975 году проведена реставрация, в ходе которой достопримечательности возвращен первоначальный вид (восстановлена утраченная часть минарета, устранены трещины, заменены окна, двери, пол, кровля и внутренняя штукатурка). С концом советской эпохи здание мечети передали мусульманской общине, и с 1998 года в нём по пятницам проходят молитвы Джума-намаз.

## Архитектура
Основная часть мечети представление из себя кубическое строение из бутового камня с чередованием кирпичной кладки. Здание венчает двенадцатигранный купол.
К мечети примыкает восьмигранный минарет, построенный из тесаного известняка. Неподалеку мечети сохранились фрагменты старой брусчатки и руины турецких бань.

## Галерея

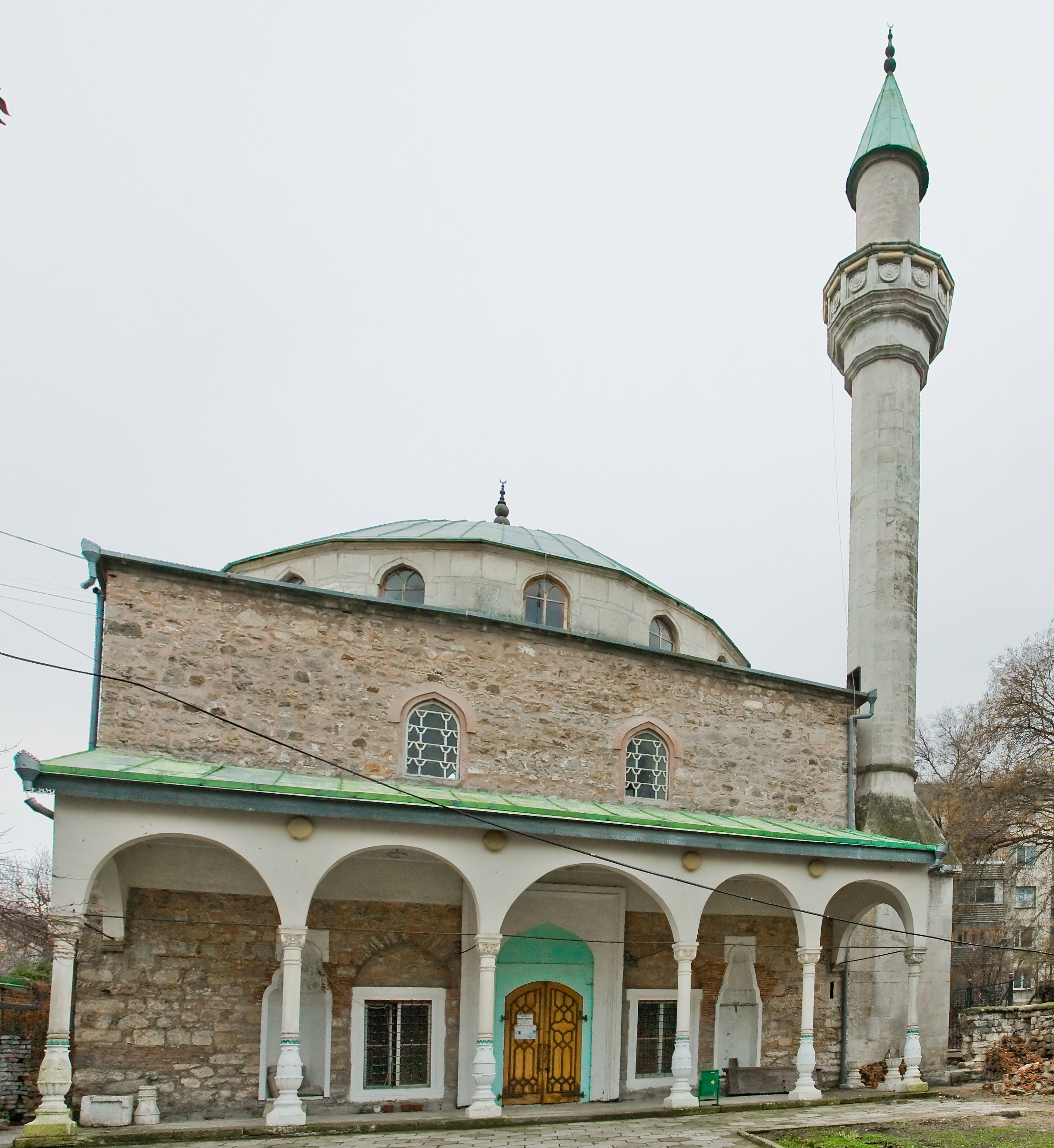
Вход в мечеть
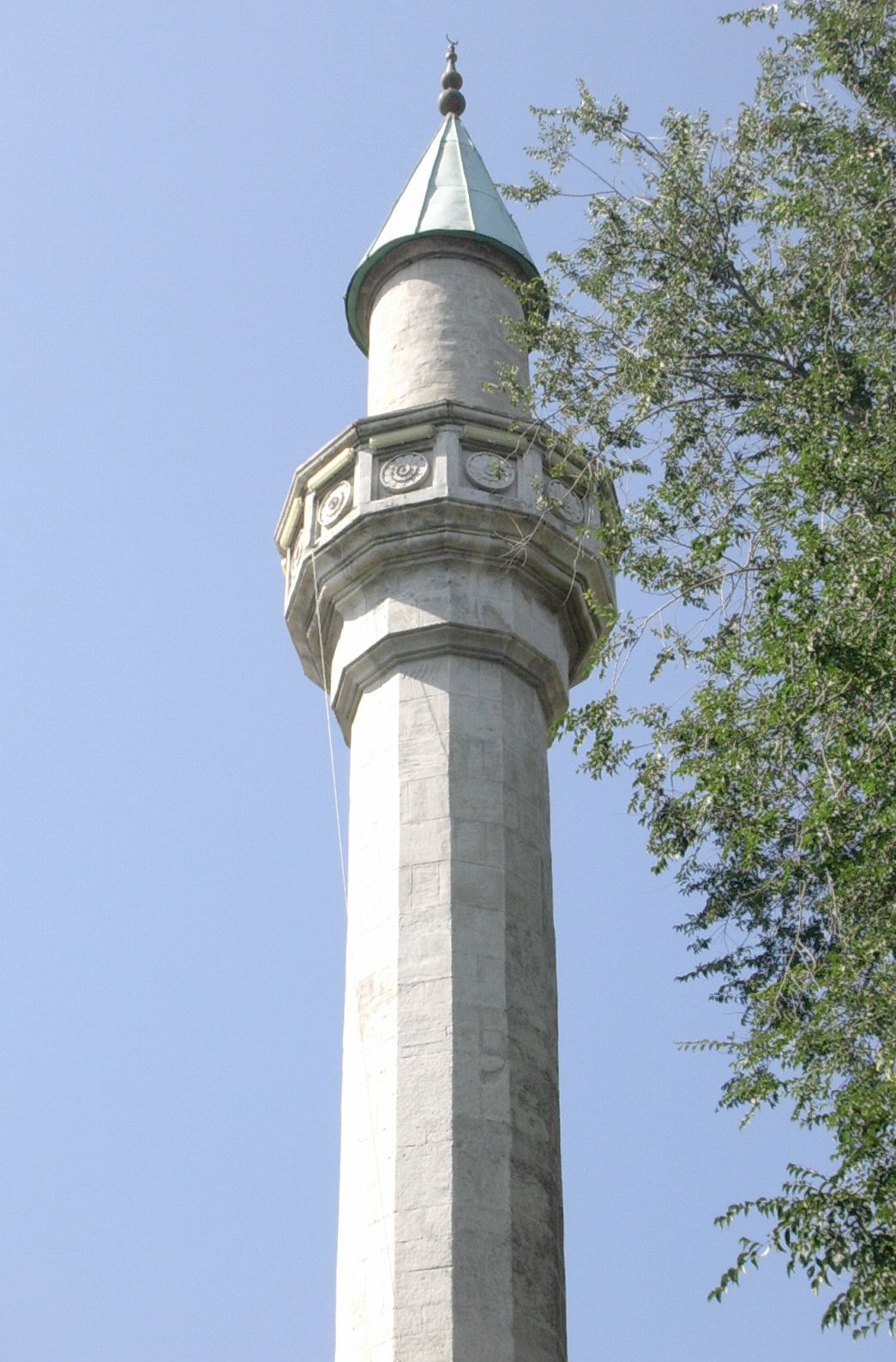
Минарет